# Purpurferams
Purpurferams (Disporum cantoniense) är en växtart i släktet Disporum och familjen tidlöseväxter. Arten beskrevs först av João de Loureiro år 1790 som Fritillaria cantoniensis, och fick sitt nu gällande namn av Elmer Drew Merrill 1919.
Arten är en flerårig ört som förekommer i sydöstra Asien från Indien och Himalaya till Indokina och södra Kina. Den odlas ibland som prydnadsväxt.

## Varieteter
Arten har följande varieteter:
- D. c. var. cantoniense
- D. c. var. multiflorum
- D. c. var. sikkimense
- D. c. var. y-tiense